# カーボベルデ時間
| 黒 | UTC-1: | （CVT）- カーボベルデ時間    |                            |
| 緑 | UTC+0: | （WET）- 西ヨーロッパ時間    | （GMT）- グリニッジ標準時  |
| 青 | UTC+1: | （CET）- 中央ヨーロッパ時間  | （WAT）- 西アフリカ時間    |
| 青 | UTC+1: | （WEST）- 西ヨーロッパ夏時間 |                            |
| 赤 | UTC+2: | （CAT）- 中央アフリカ時間    | （EET）- 東ヨーロッパ時間  |
| 赤 | UTC+2: | （SAST）- 南アフリカ標準時   | （WAST）- 西アフリカ夏時間 |
| 黄 | UTC+3: | （EEST）- 東ヨーロッパ夏時間 | （EAT）- 東アフリカ時間    |
| 灰 | UTC+4: | （MUT）- モーリシャス時間    | （SCT）- セーシェル時間    |

カーボベルデ時間（カーボベルデじかん、Cape Verde Time - CVT）は、協定世界時 (UTC) を1時間遅らせた標準時である。(UTC-1)
カーボベルデ共和国で使用されており、夏時間は採用していない。

## IANA time zone database
IANA time zone databaseのzone.tabには、カーボベルデの標準時が1つ含まれている。
| 国コード | 座標        | TZ                  | 注釈 | 協定世界時との差 | 夏時間 | 備考 |
| -------- | ----------- | ------------------- | ---- | ---------------- | ------ | ---- |
| CV       | +1455−02331 | Atlantic/Cape_Verde |      | −01:00           | −01:00 |      |